# Marcel Lequatre
Marcel Lequatre (* 29. September 1882 in Yverdon; † 14. November 1960 in Genf) war ein Schweizer Radrennfahrer.
Marcel Lequatre war Profi-Rennfahrer von 1902 bis 1919. 1904 wurde er Schweizer Vize-Meister im Strassenrennen, 1906 und 1907 Schweizer Meister der Profi-Steher. 1909 und 1917 wurde er jeweils Dritter der Schweizer Strassen-Meisterschaft und 1919 nochmals Vize-Meister. Dreimal gewann er das Schweizer Rennen Romanshorn–Genf und viermal Bern–Genf: die ersten drei Austragungen von 1908 bis 1910 und nochmals 1918. Zudem siegte er 1906 bei der Tour du Lac Léman und belegte. den sechsten Platz bei Mailand–Sanremo.
Dreimal startete Lequatre bei der Tour de France: 1903 bei der ersten Austragung der Tour sowie 1907 und 1908, gab jedoch jedes Mal nach wenigen Etappen auf.